# Gustavo Mayer
Gustavo Adolfo Mayer Ferreira (Lima, 6 de junio de 1973), más conocido como Gustavo Mayer, es un presentador de televisión, actor y maestro de ceremonia peruano.

## Biografía

### Carrera
Su carrera como artista comenzó siendo adolescente, cuando integró el grupo musical "Hexágono".
En 2000, ingresó a Televisión Nacional del Perú donde condujo el programa matinal Por las mañanas, junto a Lorena Caravedo.
En 2008, ingresó a Panamericana Televisión condujo el programa La Hora de la Fortuna.
En enero de 2010, ingresó a Global Televisión donde condujo el programa matinal Que tal mañana, junto a Laura Borlini y David Saavedra que duró hasta el 31 de julio de 2012.

## Filmografía

### Cine
- La hora final (2017) como Alfredo.

### Televisión

#### Programas
- Qué noche (1999) como Presentador.
- Por las mañanas (2000-2001) como Presentador.
- La grande (2002-2004) como Presentador.
- Yala Tengo (2005—2007) como Presentador.
- La Hora de la Fortuna (2008) como Presentador.
- Que tal mañana (2010—2012) como Presentador.
- Teletón 2011: Unámonos para cambiar pena por alegría (Edición Especial) (2011) como Presentador.
- ¿Y tú... qué? (2018—presente) como Presentador.

#### Realitys show
- Bailando por un sueño (2008) como Concursante (8° Puesto, Sexto Eliminado).
- Bailando por un sueño: Reyes de la pista (2008) como Concursante (5° Puesto, Cuarto Eliminado).

#### Series y telenovelas
- Nino (1996—1997).
- Todo se compra, todo se vende (1997).
- La rica Vicky (1997—1998) como Marcos.
- Amor serrano (1998) como Frank Cruz.
- Sueños (1999) como Damián.
- Soledad (2002) como Gabriel Gonzáles.
- Historias de hombres sólo para mujeres (2001).
- Estos chicos de ahora (2003) como Sergio.
- Besos Robados (2004).
- Viento y arena (2005) como Fernando.
- María de los Ángeles (2005) como Mauricio.
- Así es la vida (2005) como Aldo Vásquez de Velasco.
- Amores como el nuestro (2006) como Padre Miguel Castillo.
- Baila reggaetón (2007) como Sergio.
- América Kids (2007—2012) como Luis Carlos Ponce de León.
- Placeres y Tentaciones (2009).
- La AKdemia (2010—2012) como Luis Carlos Ponce de León.
- Puertas al más allá (2011) como Padre.
- Comando Alfa (2014) como Julio Sevilla.
- Acusados (2015).
- Nuestra historia (2015—2016) como Gilberto.
- Pensión Soto (2017) como Arnaldo Fuentes.
- Madre por siempre, Colorina (2017—2018) como Esteban Vergara Sandoval.
- Ojitos hechiceros: Cantando con el corazón (2018) como René Palacios Cárdenas.
- Los Vílchez 2 (2020) como Alejandro Juan Luis Fuster Herrera.
- La rosa de Guadalupe: Perú (2020) como Edgar (Episodio: Detrás de una sonrisa).[2]
- De vuelta al barrio (2021) como Horacio Pen-Davis / "El Pendeivis".
- Los otros libertadores (2021) como General Manuel Amat.
- Maricucha 2 (2022) como profesor Ponce.
- Papá en apuros (2024) como Carlos Castro-Mendívil.
- Pituca sin lucas (2024) como José Antonio Rizo Patrón.
- La Rosa de Guadalupe Perú (2025) como Ronald.

## Teatro
- Deseos ocultos (2005).
- Woyzeck (2005).
- Super Popper (2006).
- Adiós al camino amarillo (2007).
- Crónicas de días enteros y de noches enteras (2009).
- Fama, El musical (2010).
- Rent (2010) como Benjamin "Benny" Coffin III.
- La cena de los idiotas (2013).
- Los Locos Adams: El musical (2013).
- La novicia rebelde (2015).
- Cyrano de Bergerac (2015).[3]
- En el barrio (2016).
- ¡Mamma mía! (2016 ).
- El curioso incidente del perro a la medianoche (2017).
- ¡Mamma mía! (Reposición) (2017).
- Ojitos hechiceros: El musical (2018) como René Palacios.
- Todos vuelven,un musical para el reencuentro (2022)

## Discografía

### Agrupaciones musicales
- Hexágono.